# Pfeilerbau
Der Pfeilerbau ist ein Abbauverfahren, das zum Abbau von plattenförmigen Lagerstätten angewendet wird. Das Verfahren ist besonders geeignet zum Abbau von mächtigen Steinkohlenflözen mit nur wenig Bergemitteln für den Bergeversatz. Außerdem wird dieses Verfahren zum Abbau von Eisensteinflözen und zum Abbau von Braunkohlenflözen verwendet. Des Weiteren ist es geeignet für den Abbau von Steinsalzlagerstätten. Dieses Abbauverfahren, das in der Regel streichend oder schwebend geführt wird, wurde im Steinkohlenbergbau bei der hydromechanischen Gewinnung angewendet.

## Grundlagen
Da beim Pfeilerbau das Hangende zu Bruch gebaut wird, nennt man ihn auch Pfeilerbruchbau. Eine weitere Bezeichnung ist Pfeilerrückbau. Grund für diese Bezeichnung ist, dass der Abbau an der Baugrenze beginnt und von dort zurückgeführt wird. Das Verfahren bedarf einer speziellen Streckenführung. Der Pfeilerbau wird in zwei voneinander getrennten Abschnitten durchgeführt, der Auffahrung der Strecken und dem Rückbau der Pfeiler. Zunächst werden vom Schacht ausgehend Grundstrecken bis an die Feldgrenzen aufgefahren. Diese Strecken werden in der Regel als Parallelstrecken aufgefahren. Zur Bewetterung der Abbauörter werden die Strecken mittels Wetterdurchhieben verbunden. Diese Wetterdurchhiebe dienen aber auch gleichzeitig zur Kontrolle der Pfeilerstärke. Bei steilem Einfallen werden anstelle der Wetterdurchhiebe auch weite Wetterbohrlöcher erstellt. Anschließend werden die Flözstreifen, die sich zwischen zwei Grundstrecken befinden, durch schwebende Betriebe in Abbaufelder aufgeteilt. Diese Abbaufelder werden durch Abbaustrecken in etwa zehn bis zwanzig Meter breite Pfeiler zerteilt. Die Pfeiler werden dann im Rückbau abgebaut, dabei werden die oberen Pfeiler zuerst abgebaut. Die Pfeiler können entweder einzeln oder paarweise abgebaut werden. Anders als beim Örterbau, werden beim Pfeilerbau die Pfeiler nicht stehen gelassen.
Je nach Lage der Abbaustrecken zur Flözebene unterscheidet der Bergmann drei Arten des Pfeilerbaus:
- Streichender Pfeilerbau
- Schwebender Pfeilerbau
- Diagonaler Pfeilerbau[4]

Die streichende Länge der Abbaufelder beträgt zwischen 100 und 300 Meter. Die Länge hängt insbesondere davon ab, welche Schwierigkeiten es verursacht, die Förderstrecken offen zu halten. Die flache Höhe der einzelnen Abbaufelder ist durch die Sohlenbildung vorgegeben.

## Streichender Pfeilerbau
Der streichende Pfeilerbau ist das am meisten angewendete Abbauverfahren mit Pfeilern, da sich dieses bei jedem Fallwinkel anwenden lässt. Bedingt dadurch kann man mit diesem Verfahren auch verhältnismäßig gut allmähliche Veränderungen des Fallwinkels beherrschen. Deshalb lässt sich dieses Verfahren auch im Bereich von Mulden und Sätteln anwenden. In der zweiten Hälfte des 19. Jahrhunderts wurden über 50 Prozent der Förderung im Ruhrrevier im streichenden Pfeilerbau gewonnen. Zunächst wird das Abbaufeld durch mehrere parallel laufende Abbaustrecken in Pfeiler geteilt. Bei größerer Mächtigkeit werden die Pfeiler sieben bis acht Meter breit, bei geringerer Mächtigkeit werden Pfeilerbreiten von bis zu 20 Metern gewählt. Dabei hängt die Breite der Pfeiler aber in erster Linie von der Festigkeit des abzubauenden Minerals ab. Die Breite der Strecken wird dabei so groß gewählt, wie es die Festigkeit des Hangenden erlaubt. In der Regel liegt die Breite der Strecken zwischen zwei und zweieinhalb Metern. Jeweils eine dieser schwebenden Strecken wird als Bremsberg ausgebaut, auf dem die Förderung von den Abbaustrecken bis in die Grundstrecke stattfindet. Aus dem Bremsberg heraus werden streichende Pfeilerstrecken in einem Abstand von zwölf bis zwanzig Meter aufgefahren. Der Abbau der Pfeiler findet nun in schwebenden oder streichenden Streifen oder sogar auf der gesamten Pfeilerbreite statt. Abgebaut wird entgegengesetzt der Auffahrrichtung, man spricht deshalb auch von Pfeilerrückbau. Zum Schutz der Hauer vor Steinfall aus dem Hangenden werden in der Nähe des Arbeitsplatzes Sicherungsmaßnahmen mittels Unterzügen getroffen. Im Bereich des Alten Manns werden Sicherungsmaßnahmen gegen den Bruch der früheren Pfeiler mittels spezieller Bruchstempel getroffen. Mit fortschreitendem Abbau werden diese Bruchstempel geraubt, damit der Alte Mann zu Bruch gehen kann.

## Schwebender und diagonaler Pfeilerbau
Beim schwebenden und beim diagonalen Pfeilerbau werden die Abbaustrecken diagonal bzw. schwebend aufgefahren. Die Strecken dürfen jedoch eine Neigung von maximal 4,4 Gon haben. Die Pfeiler werden anschließend abfallend zurückgebaut. Beide Abbauverfahren können nur in flachfallenden Flözen angewendet werden. Das Einfallen darf hierbei bis zu 19,8 Gon betragen. Da beide Abbauverfahren wesentlich mehr Angriffspunkte bieten, haben sie bei flacher Lagerung Vorteile gegenüber dem streichenden Pfeilerbau. Dies ist besonders dann der Fall, wenn die Lagerstätte ein schlechtes Hangendes besitzt. Problematisch ist die Verwendung in Flözen mit Schlagwettergefährdung, deshalb werden diese Abbauverfahren hier nicht angewendet. Auch bei stärkeren Fallen des Flözes sind diese Abbauverfahren fast ungeeignet. Nur in wenigen Ausnahmefällen sind diese Abbauverfahren auch bei größerem Einfallen möglich, hier ist dann der Einsatz bei einem Einfallen von bis zu 33 Gon möglich. Der diagonale Pfeilerbau wurde bis in das letzte Drittel des 19. Jahrhunderts nur beschränkt verwendet. Aufgrund der großen Anforderungen an die Lage der Lagerstätte (flache Lagerung) konnten sich beide Verfahren nur wenig durchsetzen und wurden nur in einigen Mergelzechen im nördlichen Ruhrrevier eingesetzt.

## Pfeilerbau im Steinkohlenbergbau
Der Pfeilerbau ist bei mächtigen Steinkohlenflözen ohne großen Bergeanteil, bei denen das Hangende hereinbrechen soll, anwendbar. Mit diesem Verfahren ist der Abbau von Flözen mit einer Mächtigkeit von zehn Metern oder mehr durchführbar. Bei Lagerstätten, bei denen das Hangende nicht schnell genug hereinbricht, wird, um den Pfeilerabschnitt nicht offenstehen zu lassen, der jeweils ausgekohlte Abschnitt mittels Versatz gefüllt. Damit der verfüllte Abschnitt vom restlichen Abbaubereich abgetrennt wird, setzt man an den entsprechenden Stellen einen Holzverschlag oder einen Damm. Um die anderen Pfeilerstrecken und Bauabschnitte zu schützen, lässt man hier zusätzlich einen Pfeilerteil (Kohlenbein) stehen. Bei dieser Abbaumethode liegen die Abbauverluste bei bis zu 40 Prozent.
Je nach Mächtigkeit wird das Flöz entweder auf einmal abgebaut oder bei sehr mächtigen Flözen wird das Flöz strossenweise oder seltener firstenweise abgebaut. Beim Abbau der gesamten Mächtigkeit müssen die Hauer auf Fahrten stehen, um auch das Flöz im oberen Bereich abzubauen. Dabei kann es geschehen, dass Kohlenbrocken den auf der Fahrte arbeitenden Hauer verletzen. Beim firstenweisen Abbau hat der Bergmann stets Kohle über sich, hierbei kann das Flöz beim Hereingewinnen der oberen Bänke in unkontrollierter Weise nachbrechen. Aus diesem Grund ist der firstenweise Abbau sehr gefährlich und wird nur selten angewendet. Die sicherste Methode ist der strossenartige Abbau. Hierbei wird zunächst die obere Bank gewonnen und die Firste mit Kappen und kurzen Stempeln, sogenannten verlorenen Stempeln, abgefangen. Anschließend wird die mittlere Bank abgebaut und zum Schluss die untere Bank. Die Firste wird mit längeren Stempeln abgestützt. Der Pfeilerbau ist bei Steinkohlenflözen mit geringer Mächtigkeit nur bedingt und mit großem Aufwand verwendbar. Um genügend Höhe zu bekommen, muss die Sohle teilweise mitgenommen werden, was wiederum zu einem höheren Bergeanteil führt.
Im niederschlesischen Steinkohlenbergbau wurde der Pfeilerbau in einer abgewandelten Form des streichenden Bruchbaus angewendet. Ab Anfang des 19. Jahrhunderts wurde das Verfahren dahingehend modifiziert, dass man auch den Alten Mann mit Versatz füllte. Das Verfahren wurde dabei mehrfach verbessert und an die örtlichen Verhältnisse angepasst. Dieses Abbauverfahren dominierte dann über 150 Jahre den niederschlesischen Steinkohlenbergbau und wurde erst nach dem Ersten Weltkrieg durch den Strebbau ersetzt.

### Flöze mit Zwischenmittel
Eine Besonderheit bilden mächtige Flöze mit Steineinschlüssen, sogenannten Zwischenmitteln, oder mehrere dicht beieinander liegende Flöze mit dünnem Zwischenmittel. Solche speziellen Flöze werden in zwei Abschnitten abgebaut. Dabei wird zunächst das untere Flöz abgebaut und anschließend das obere Flöz. Das Zwischenmittel dient quasi als Dach für das untere Flöz. Damit das obere Flöz nach dem Abbau des unteren Flözes nicht in den entstandenen Hohlraum einbricht, wird das Hangende abgestützt. Dies geschieht entweder durch Abstützen mittels Unterzügen aus Stempeln und Kappen oder durch Versetzen der Hohlräume mittels Abraummaterial. Damit nicht zu große Spannungen im Zwischenmittel entstehen, erfolgt der Abbau immer abschnittsweise.

## Pfeilerbau im Braunkohlentiefbau
Beim Braunkohlentiefbau wird der Pfeilerbruchbau dann angewendet, wenn die Braunkohle nicht zu hart ist. Insbesondere liegt beim Braunkohlenbergbau die große Schwierigkeit im geordneten Zubruchgehen des Hangenden. Da Braunkohlenflöze im Hangenden neben Ton auch Schwimmsandeinlagerungen besitzen können, kann es beim Zubruchgehen der Pfeiler zu Schwimmsandeinschwemmungen in den Bruchraum kommen. Bei größeren Mengen tritt dieser Schwimmsand aus dem Bruchraum in den Abbaubereich. Durch diese Schwimmsandeinlagerungen kann es dazu kommen, dass der Abbau mittels Pfeilerbruchbau unmöglich wird. Hier werden im Vorfeld in den Strecken Dämme vorbereitet, um diese im Bedarfsfall zu schließen und somit den Schwimmsandzufluss zu stoppen.
Die Abbaufelder werden bei der Auffahrung mittels sich kreuzender Strecken aufgeteilt. Dadurch entstehen etwa zwei bis vier Meter große, quadratische Pfeiler. Diese Pfeiler werden anschließend im Rückbau abgebaut, bis das Hangende zusammenbricht. Je nach Beschaffenheit des Hangenden werden einzelne Kohlenpfeiler zur Unterstützung des Hangenden stehen gelassen. Die Abbauverluste betragen dadurch bei mächtigen Flözen mit weicher Kohle und druckhaftem Hangenden bis zu 50 Prozent. Da die Abbauräume nur durch Sonderbewetterung oder Diffusion bewettert werden, ist hierbei die Wetterführung sehr schwierig zu gestalten. Flöze mit bis zu fünf Meter Mächtigkeit werden in einem Durchgang abgebaut. Bei größeren Mächtigkeiten werden zum Abbau solcher Flöze mehrere Sohlen erstellt. Sehr mächtige Flöze werden abteilungsweise abgebaut, sodass immer ein Restanteil von 0,5 – 1 Meter Kohle stehen bleibt. Dieser Kohlestreifen dient als Hangendes für den Abbau der unteren Abteilung. Bei Flözen mit 12 bis 16 Meter Mächtigkeit wird die Kohle im Kammerbau auf ein Mal gewonnen.

## Mechanisierung
Während der Abbau mittels Pfeilerbau bis ins 19. Jahrhundert manuell erfolgte, trat im 20. Jahrhundert immer mehr die Mechanisierung in den Vordergrund. Zunächst mittels Bohr- und Sprengarbeiten, später dann mit speziellen Bergbaumaschinen, wie dem Continuous Miner. Im Kalibergbau wird mittels Continuous Minern im Kammer-Pfeilerbau die Lagerstätte abgebaut. Bei schlechtem Hangenden wird die gleislose Förderung erschwert. Grund hierfür ist der bei schlechtem Hangenden erforderliche Ausbau. Im Steinkohlenbergbau konnte sich der Pfeilerbau nicht durchsetzen, hier wird mittels Strebbau oder Örterbau die Kohle mechanisch gewonnen.